# EHF Challenge Cup di pallamano maschile 2010-2011
La EHF Challenge Cup 2010-2011 è la 18ª edizione del torneo, l'11a dopo aver cambiato nome e formula.
La formula del torneo prevedeva una prima fase a gruppi e poi, dal terzo turno di qualificazione le gare furono disputate con incontri di andata e ritorno.

## Secondo turno

### Girone A - Buzet
|            | Incontri                                |       |
| ---------- | --------------------------------------- | ----- |
| 01-10-2010 | HC Polytechnik - Dublin International   | 33-24 |
| 01-10-2010 | Buzet - Olympia Handball                | 43-11 |
| 02-10-2010 | Olympia Handball - HC Polytechnik       | 10-39 |
| 02-10-2010 | Dublin International - Buzet            | 24-31 |
| 03-10-2010 | HC Polytechnik - Buzet                  | 19-25 |
| 03-10-2010 | Dublin International - Olympia Handball | 30-26 |

|   | Squadra              | Pt | G | V | N | P | P+ | P-  | diff. |
| - | -------------------- | -- | - | - | - | - | -- | --- | ----- |
| Q | Buzet                | 6  | 3 | 3 | 0 | 0 | 99 | 54  | +45   |
| Q | HC Polytechnik       | 4  | 3 | 2 | 0 | 1 | 91 | 59  | +32   |
|   | Dublin International | 2  | 3 | 1 | 0 | 2 | 78 | 90  | -12   |
|   | Olympia Handball     | 0  | 3 | 3 | 0 | 0 | 47 | 112 | -65   |

### Girone B - Zivinice
|            | Incontri                                        |       |
| ---------- | ----------------------------------------------- | ----- |
| 01-10-2010 | Partizan Dunav Osiguranji - HPC Arkatron        | 41-28 |
| 01-10-2010 | RK Konjuh Namjestaj - Manchester HC             | 36-18 |
| 02-10-2010 | Manchester HC - Partizan Dunav Osiguranji       | 10-41 |
| 02-10-2010 | HPC Arkatron - RK Konjuh Namjestaj              | 29-30 |
| 03-10-2010 | HPC Arkatron - Manchester HC                    | 43-21 |
| 03-10-2010 | Partizan Dunav Osiguranji - RK Konjuh Namjestaj | 34-24 |

|   | Squadra                   | Pt | G | V | N | P | P+  | P-  | diff. |
| - | ------------------------- | -- | - | - | - | - | --- | --- | ----- |
| Q | Partizan Dunav Osiguranji | 6  | 3 | 3 | 0 | 0 | 116 | 62  | +54   |
| Q | RK Konjuh Namjestaj       | 4  | 3 | 2 | 0 | 1 | 90  | 81  | +9    |
|   | HPC Arkatron              | 2  | 3 | 1 | 0 | 2 | 100 | 92  | +8    |
|   | Manchester HC             | 0  | 3 | 3 | 0 | 0 | 49  | 120 | -71   |

### Girone C - Stord
|            | Incontri                                    |       |
| ---------- | ------------------------------------------- | ----- |
| 01-10-2010 | E.S.N. Vrilissa - Great Dane London         | 37-20 |
| 01-10-2010 | Maliye Milli Piyango SK - Stord Handball    | 27-29 |
| 02-10-2010 | Great Dane London - Maliye Milli Piyango SK | 20-40 |
| 02-10-2010 | Stord Handball - E.S.N. Vrilissa            | 28-25 |
| 03-10-2010 | Maliye Milli Piyango SK - E.S.N. Vrilissa   | 33-30 |
| 03-10-2010 | Stord Handball - Great Dane London          | 41-17 |

|   | Squadra                 | Pt | G | V | N | P | P+  | P-  | diff. |
| - | ----------------------- | -- | - | - | - | - | --- | --- | ----- |
| Q | Stord Handball          | 6  | 3 | 3 | 0 | 0 | 98  | 69  | +29   |
|   | Maliye Milli Piyango SK | 4  | 3 | 2 | 0 | 1 | 100 | 79  | +21   |
|   | E.S.N. Vrilissa         | 2  | 3 | 1 | 0 | 2 | 92  | 81  | +11   |
|   | Great Dane London       | 0  | 3 | 3 | 0 | 0 | 57  | 118 | -61   |

## Terzo turno
| Squadra 1                 | Squadra 2               | Andata                        | Ritorno                       | Totale  |
| ------------------------- | ----------------------- | ----------------------------- | ----------------------------- | ------- |
| HC Motor Zntu Zas         | Buzet                   | Zaporižžja, 21 novembre 2010  | Buzet, 27 novembre 2010       | 52 - 48 |
| HC Motor Zntu Zas         | Buzet                   | 28 - 20                       | 24 - 28                       | 52 - 48 |
| VS HC Budvanska rivijera  | HC Rudar                | Budua, 20 novembre 2010       | Pljevlja, 27 novembre 2010    | 43 - 60 |
| VS HC Budvanska rivijera  | HC Rudar                | 24 - 34                       | 19 - 26                       | 43 - 60 |
| RD Slovan                 | HC Linz AG              | Lubiana, 21 novembre 2010     | Linz, 27 novembre 2010        | 55 - 50 |
| RD Slovan                 | HC Linz AG              | 27 - 25                       | 28 - 25                       | 55 - 50 |
| Pol. Junior Fasano        | HBC Bascharage          | Fasano, 20 novembre 2010      | Bascharage, 27 novembre 2010  | 47 - 51 |
| Pol. Junior Fasano        | HBC Bascharage          | 22 - 17                       | 25 - 34                       | 47 - 51 |
| HK Spartak-Varna          | RK Cimos Koper          | Capodistria, 27 novembre 2010 | Capodistria, 28 novembre 2010 | 39 - 94 |
| HK Spartak-Varna          | RK Cimos Koper          | 19 - 46                       | 20 - 48                       | 39 - 94 |
| HC Polytechnik            | Sporting Lisbona        | Donec'k, 20 novembre 2010     | Donec'k, 21 novembre 2010     | 51 - 52 |
| HC Polytechnik            | Sporting Lisbona        | 21 - 26                       | 30 - 26                       | 51 - 52 |
| Initia Hasselt            | Stiinta Municipal Bacau | Hasselt, 20 novembre 2010     | Bacău, 27 novembre 2010       | 54 - 64 |
| Initia Hasselt            | Stiinta Municipal Bacau | 25 - 33                       | 29 - 31                       | 54 - 64 |
| OIF Arendal               | Bahcesehir Koleji       | Nedenes, 26 novembre 2010     | Nedenes, 26 novembre 2010     | 80 - 53 |
| OIF Arendal               | Bahcesehir Koleji       | 40 - 29                       | 40 - 24                       | 80 - 53 |
| RK Sloga Doboj            | Stord Handball          | Stord, 27 novembre 2010       | Stord, 28 novembre 2010       | 50 - 55 |
| RK Sloga Doboj            | Stord Handball          | 24 - 25                       | 26 - 30                       | 50 - 55 |
| Radnicki Kragujevac       | ABC Braga               | Kragujevac, 19 novembre 2010  | Kragujevac, 20 novembre 2010  | 47 - 42 |
| Radnicki Kragujevac       | ABC Braga               | 27 - 25                       | 20 - 17                       | 47 - 42 |
| TSV Saint Otmar San Gallo | BSV Berna Muri          | San Gallo, 26 novembre 2010   | Gümligen, 28 novembre 2010    | 63 - 54 |
| TSV Saint Otmar San Gallo | BSV Berna Muri          | 31 - 25                       | 32 - 29                       | 63 - 54 |
| AEK Atene                 | SKA Minsk               | Atene, 20 novembre 2010       | Minsk, 27 novembre 2010       | 58 - 57 |
| AEK Atene                 | SKA Minsk               | 31 - 25                       | 27 - 32                       | 58 - 57 |
| Eskilstuna Guif           | RK Konjuh namjestaj     | Eskilstuna, 21 novembre 2010  | Živinice, 27 novembre 2010    | 70 - 48 |
| Eskilstuna Guif           | RK Konjuh namjestaj     | 38 - 18                       | 32 - 30                       | 70 - 48 |
| Benfica                   | Steaua Bucarest         | Lisbona, 27 novembre 2010     | Lisbona, 28 novembre 2010     | 66 - 58 |
| Benfica                   | Steaua Bucarest         | 43 - 29                       | 23 - 29                       | 66 - 58 |
| HS Azoty Puławy           | HC VV Tikvesh 06        | Puławy, 20 novembre 2010      | Kavadarci, 27 novembre 2010   | 47 - 46 |
| HS Azoty Puławy           | HC VV Tikvesh 06        | 23 - 24                       | 24 - 22                       | 47 - 46 |
| Partizan Dunav Osiguranje | RK Medjimurje           | Belgrado, 21 novembre 2010    | Čakovec, 27 novembre 2010     | 52 - 51 |
| Partizan Dunav Osiguranje | RK Medjimurje           | 31 - 27                       | 21 - 24                       | 52 - 51 |

## Ottavi di finale
| Squadra 1                 | Squadra 2               | Andata                       | Ritorno                       | Totale  |
| ------------------------- | ----------------------- | ---------------------------- | ----------------------------- | ------- |
| OIF Arendal               | RD Slovan               | Nedenes, 26 febbraio 2011    | Nedenes, 27 febbraio 2011     | 44 - 42 |
| OIF Arendal               | RD Slovan               | 21 - 19                      | 23 - 23                       | 44 - 42 |
| HC Rudar                  | Stiinta Municipal Bacau | Pljevlja, 19 febbraio 2011   | Bacău, 26 febbraio 2011       | 37 - 71 |
| HC Rudar                  | Stiinta Municipal Bacau | 22 - 31                      | 15 - 40                       | 37 - 71 |
| Eskilstuna Guif           | RK Cimos Koper          | Eskilstuna, 20 febbraio 2011 | Capodistria, 26 febbraio 2011 | 56 - 65 |
| Eskilstuna Guif           | RK Cimos Koper          | 32 - 33                      | 24 - 32                       | 56 - 65 |
| Sporting Lisbona          | AEK Atene               | Lisbona, 19 febbraio 2011    | Atene, 26 febbraio 2011       | 54 - 55 |
| Sporting Lisbona          | AEK Atene               | 27 - 23                      | 27 - 32                       | 54 - 55 |
| HC Motor Zntu Zas         | Benfica                 | Zaporižžja, 20 febbraio 2011 | Lisbona, 27 febbraio 2011     | 51 - 63 |
| HC Motor Zntu Zas         | Benfica                 | 28 - 33                      | 23 - 30                       | 51 - 63 |
| Partizan Dunav Osiguranje | HBC Bascharage          | Belgrado, 19 febbraio 2011   | Bascharage, 27 febbraio 2011  | 74 - 47 |
| Partizan Dunav Osiguranje | HBC Bascharage          | 36 - 23                      | 38 - 24                       | 74 - 47 |
| TSV Saint Otmar San Gallo | Radnicki Kragujevac     | Kragujevac, 25 febbraio 2011 | Kragujevac, 26 febbraio 2011  | 52 - 57 |
| TSV Saint Otmar San Gallo | Radnicki Kragujevac     | 24 - 27                      | 28 - 30                       | 52 - 57 |
| Stord Handball            | HS Azoty Puławy         | Stord, 19 febbraio 2011      | Puławy, 26 febbraio 2011      | 47 - 54 |
| Stord Handball            | HS Azoty Puławy         | 23 - 29                      | 24 - 25                       | 47 - 54 |

## Quarti di finale
| Squadra 1                 | Squadra 2       | Andata                     | Ritorno                | Totale  |
| ------------------------- | --------------- | -------------------------- | ---------------------- | ------- |
| Partizan Dunav Osiguranje | AEK Atene       | Belgrado, 26 marzo 2011    | Atene, 2 aprile 2011   | 52 - 45 |
| Partizan Dunav Osiguranje | AEK Atene       | 28 - 22                    | 24 - 23                | 52 - 45 |
| RK Cimos Koper            | HS Azoty Puławy | Capodistria, 26 marzo 2011 | Puławy, 2 aprile 2011  | 58 - 51 |
| RK Cimos Koper            | HS Azoty Puławy | 33 - 26                    | 25 - 25                | 58 - 51 |
| Radnicki Kragujevac       | Benfica         | Lisbona, 2 aprile 2011     | Lisbona, 3 aprile 2011 | 50 - 57 |
| Radnicki Kragujevac       | Benfica         | 29 - 28                    | 21 - 29                | 50 - 57 |
| Stiinta Municipal Bacau   | OIF Arendal     | Bacău, 26 marzo 2011       | Nedenes, 3 aprile 2011 | 56 - 50 |
| Stiinta Municipal Bacau   | OIF Arendal     | 33 - 24                    | 23 - 26                | 56 - 50 |

## Semifinali
| Squadra 1                 | Squadra 2               | Andata                      | Ritorno                 | Totale  |
| ------------------------- | ----------------------- | --------------------------- | ----------------------- | ------- |
| RK Cimos Koper            | Stiinta Municipal Bacau | Capodistria, 23 aprile 2011 | Bacău, 30 aprile 2011   | 59 - 57 |
| RK Cimos Koper            | Stiinta Municipal Bacau | 34 - 27                     | 25 - 30                 | 59 - 57 |
| Partizan Dunav Osiguranje | Benfica                 | Belgrado, 23 aprile 2011    | Lisbona, 1º aprile 2011 | 61 - 63 |
| Partizan Dunav Osiguranje | Benfica                 | 36 - 30                     | 25 - 33                 | 61 - 63 |

## Finali
| Squadra 1 | Squadra 2      | Andata                  | Ritorno                     | Totale  |
| --------- | -------------- | ----------------------- | --------------------------- | ------- |
| Benfica   | RK Cimos Koper | Lisbona, 14 maggio 2011 | Capodistria, 21 maggio 2011 | 54 - 58 |
| Benfica   | RK Cimos Koper | 27 - 27                 | 27 - 31                     | 54 - 58 |

## Campioni
| Vincitore della EHF Challenge Cup 2010-2011 |
| ------------------------------------------- |
| RK Cimos Koper 1º titolo                    |